# Гончаров, Владимир Андреевич
Влади́мир Андре́евич Гончаро́в (5 мая 1919, с. Яковлевичи, Смоленская губерния — 1999) — советский военачальник, генерал-полковник (1976). поэт.

## Биография
Родился 5 мая 1919 года в с. Яковлевичи (ныне — Глинковского района Смоленской области) в семье учителей.
В 1929 году с родителями переехал в Данков (ныне — Липецкой области). Окончил педагогический техникум, работал учителем русского языка и литературы в школе.
В 1939 году был призван в армию, в 1941 году окончил Ленинградское военно-политическое училище имени Ф.Энгельса. В 1941 году вступил в ВКП(б).
С началом Великой Отечественной войны — на фронте. Воевал политруком роты; в бою 25-26 июля 1941 года принял на себя командование ротой, на четвёртый день боя вывел из окружения 42 бойца, которые в части считались уже погибшими. Был ранен; в последующем воевал на Карельском фронте (военный комиссар стрелкового батальона), в Крыму (помощник начальника политотдела соединения по комсомольской работе).
После войны продолжил службу в армии, в 1949 году окончил Военно-политическую академию им. В. И. Ленина. Служил начальником политотдела дивизии, армии, с мая 1967 по май 1975 — член Военного совета — начальник политуправления Забайкальского военного округа, с 1975 по 1987 год — первый заместитель начальника Главного управления кадров Министерства обороны СССР.
Избирался депутатом Верховного Совета РСФСР VIII созыва (1971—1975).
Похоронен в Москве, на Троекуровском кладбище участок № 4.

### Семья
Брат — Евгений (1917 — ?) — кандидат технических наук, доцент; генерал-майор артиллерии; участник Парада Победы (Москва, 24.6.1945).
- Дочь — Евгения Владимировна Дубраво
  - Внучка — Ольга Игоревна Дубраво
- Сын — Сергей Владимирович Гончаров
  - Внук — Денис Сергеевич Гончаров
  - Внук — Дмитрий Сергеевич Гончаров
  - Внучка — Светлана Сергеевна Гончарова

## Награды
- Орден Ленина
- Орден Октябрьской Революции
- Два ордена Красного Знамени
- Орден Отечественной войны I степени
- Орден Отечественной войны II степени (10.02.1945)[2]
- Медаль «За боевые заслуги» (21.02.1945)[6]
- Ряд других медалей СССР
- 4 ордена зарубежных стран
- Почётный гражданин города Данкова (1984)[1][3]

## Творчество
Первые стихи были написаны на фронте. Основные темы творчества — верность и долг перед Родиной, готовность к защите родной земли; ряд стихотворений посвящён Данкову и данковчанам.

### Избранные публикации
- Воины-забайкальцы на страже Родины : (Из истории Забайкальского воен. округа) / [Под общ. ред. В. А. Гончарова]. — Иркутск; Чита: Вост.-Сиб. кн. изд-во, 1968. — 318 с. — 5000 экз.
- Гончаров В. А. Рубежи : Стихи. — М : Воениздат, 1983. — 80 с. — (Циклы: Заветное слово; Долг; Дерево дружбы). — 10000 экз.
- Гончаров В. А. Солнечный ветер : Стихи. — Нальчик : Эльбрус, 1984. — 151 с. — (Циклы: Святыня; Братство; Слово о службе; Особое измерение). — 5000 экз.
- Гончаров В. А. Высокое звание : [Кн. стихотворений]. — Улан-Удэ : Бурят. кн. изд-во, 1985. — 79 с. — (Содерж.: Победа мира выйдет на парад; Циклы: Не гаснет свет необычайный; Служение Отечеству). — 1000 экз.
- Гончаров В. А. Огонь священный : Стихотворения. — М : Сов. Россия, 1985. — 125 с. — (Циклы: Во имя революции; Всегда в строю). — 9000 экз.
- Гончаров В. А. Готовность : Стихи. — М : Воениздат, 1986. — 95 с. — (Библиотечка журнала «Советский воин» / Гл. полит. упр. Сов. Армии и ВМФ ; № 12 / 835). — (Содерж.: Циклы: Свет Октября; Эхо войны; Под знаменем Победы; Учебный бой: Поэма). — 75000 экз.
- Гончаров В. А. Долг : Стихи и поэма. — Нальчик : Эльбрус, 1986. — 175 с. — (Содерж.: Стихи; Ленин с нами: Поэма; К истории: Из поэмы «ЦК»). — 5000 экз.
- Гончаров В. А. Партийная информация. — М.: Воениздат, 1971. — 47 с. — (Библиотечка партийного активиста). — 40000 экз.